# 庫皮內 (庫皮揚斯克區)
50°14′56″N 37°28′5″E / 50.24889°N 37.46806°E
庫皮內（烏克蘭語：Купине）是位於烏克蘭東部的村莊，由哈爾科夫州庫皮揚斯克區的維利胡瓦特卡市鎮負責管轄。該村始建於1699年，面積1.21平方公里，海拔高度155米，2001年人口46，人口密度每平方公里38.2人。